# Halichoeres leucurus
 Halichoeres leucurus és una espècie de peix de la família dels làbrids i de l'ordre dels perciformes.

## Morfologia
Els mascles poden assolir els 13 cm de longitud total.

## Distribució geogràfica
Es troba des de les Filipines fins a Nova Guinea, l'illa de Flores (Indonèsia) i Palau (Micronèsia).